# Municipio de South Fork (condado de Tyrrell)
El municipio de South Fork (en inglés: South Fork Township) es un municipio ubicado en el  condado de Tyrrell en el estado estadounidense de Carolina del Norte. En el año 2010 tenía una población de 50 habitantes.

## Geografía
El municipio de South Fork se encuentra ubicado en las coordenadas 35°41′53.6″N 76°21′52.74″O / 35.698222, -76.3646500.